# Podezření nula
Podezření nula (anglicky Suspect Zero) je americký kriminální thriller z roku 2004 režiséra Edmunda Eliase Merhige.
V kriminálním thrilleru pátrá agent FBI po sériovém vrahovi, který po sobě záměrně zanechává významné stopy. S případem však souvisí také pohřešované osoby, které mizejí beze stop. Termín „Podezření nula“ označuje ve filmu obezřetného sériového vraha, jenž se snaží vyvarovat stejných vzorců chování či rituálů a operuje na celém území USA, je tak prakticky nevystopovatelný. 

## Herecké obsazení
| Aaron Eckhart           | Thomas Mackelway, agent FBI                          |
| Ben Kingsley            | Benjamin O'Ryan, pozorovatel                         |
| Carrie-Anne Mossová     | Fran Kuloková, agentka FBI a Mackelwayho bývalá žena |
| Kevin Chamberlin        | Harold Speck, zavražděný obchodní cestující          |
| Catherine Haun          | Joan Specková, Haroldova manželka                    |
| Harry J. Lennix         | Rich Charleton, agent FBI                            |
| Brady Coleman           | Daniel Dyson, vedoucí ústavu                         |
| Robert Towne            | Dates, profesor kriminální biologie                  |
| Julian Reyes            | dálniční policista                                   |
| Keith Campbell          | vrah Raymond Starkey                                 |
| Chloe Russell           | Loretta                                              |
| Ellen Blake             | Dolly                                                |
| William B. Johnson      | Mel                                                  |
| Jerry Gardner           | šerif Harry Dylan                                    |
| Daniel Patrick Moriarty | Bud Granger                                          |
| Nicole DeHuff           | Katie Potter                                         |
| William Mapother        | Bill Grieves                                         |
| Buddy Joe Hooker        | vrah „Podezření nula“                                |

## Děj
V motorestu odpočívá a popíjí kávu tělnatý Harold Speck, obchodní cestující. Venku je tma a prší. Přisedne si k němu neznámý holohlavý muž a po chvíli jej osloví. Ptá se jej na velmi osobní věci a ukazuje mu kresby zavražděných dívek. Šokovaný Speck se zvedá a odchází k automobilu. Je rozrušený, několikrát mu v dešti spadnou klíče. Nastartuje a odjíždí pryč. V té samé chvíli z parkoviště odjíždí druhý automobil. Speck nervózně sleduje zpětné zrcátko, v němž září dvojice předních světel. Osobní vůz jej předjede a Speck se uklidní. Za ním se zvedne onen holohlavý muž, který jej donutí zajet přesně na hranici dvou amerických států, kde jej zabije. 
Agent FBI Thomas Mackelway byl suspendován a přeložen z Dallasu do jiného města pro svévolné porušování vyšetřovacích metod v souvislosti s případem vraha Raymonda Starkeyho. Společně s nadřízeným agentem Richem Charletonem zajišťuje stopy na Speckově automobilu. Harold Speck má obličej zakrytý papírem s namalovaným přeškrtnutým kruhem. Když detektivové papír zvednou, zjistí, že tvář obézního muže je bez víček.
Mackelwaye pozoruje Speckův vrah, celou scénu si zakreslí a poznačí si jeho jméno a čas.
V motorestu, kde Speck odpočíval se má Charleton sejít s Mackelweym. Čeká na něj i agentka Fran Kuloková, jeho bývalá žena. Od obsluhy se dozví, že neznámý muž přijel automobilem, který stojí stále na parkovišti. Agenti objeví v jeho kufru mrtvého muže s vyříznutými víčky a vyrytým přeškrtnutým kruhem na holých zádech. Je to jistý Barnard Fulcher.
Na jiném místě jedou dva chlapci na kolech a za nimi vyjíždí ze zatáčky kamion. Následuje záběr na pohozené kolo a poté na fax v policejní kanceláři, z něhož se tiskne papír s fotografií jednoho z chlapců a textem „MISSING PERSON“ („Pohřešuje se“).
Mackelway a Kuloková zjistí majitele vozu. Je to Daniel Dyson, který vede ústav pro slabomyslné v Oklahoma City. Při prohlídce jim Dyson sdělí, že automobil používal jistý Benjamin a ukáže jim jeho sklepní pokoj. Všude jsou namalovány přeškrtnuté nuly. Agenti zajistí množství materiálu (papírky s čísly slepené do tvaru mapy USA, kresby, Bibli atd.). Jsou tam i vystřižené detailní novinové články o Mackelwayově pochybení v případu Raymonda Starkeyho. Dyson ještě poznamená, že mu Benjamin tvrdil, že s pomocí čísel a kreseb dokáže najít kohokoli. Agent nepochybuje, že jej sériový vrah pozoruje, je vždy o krok napřed. Jde se porozhlédnout po ústavu a ptá se po Benjaminovi, jeden z chovanců mu řekne, že symbol přeškrtnutého kruhu je ve skutečnosti nula. 
Raymond Starkey si mezitím vyhlédne v baru svou oběť a když odejde z baru, přepadne ji a odveze do lesa, kde ji chce znásilnit. U zaparkovaného automobilu se objeví Benjamin O'Ryan, Starkeyho vytáhne ven a zabije. Dívce poručí, aby se schovala a neopomene zavražděnému vyříznout víčka. 
Tomas Mackelway se snaží přijít na to, co mu O'Ryan chce kresbami a šiframi sdělit. Zjistil, že data z faxů pohřešovaných osob jsou souřadnice GPS na Benjaminově mapě. Na tělech obětí se najdou spáleniny, ty však chybí na tělech Fulchera, Starkeyho a Specka. Zdá se, že vraždy má na svědomí více než jeden člověk. Některé informace poskytne agentovi profesor kriminální biologie Dates. Objasní, že Benjamin O'Ryan byl jeho studentem a přeškrtnutý kruh symbolizuje jeho teorii o takřka nepolapitelném sériovém vrahovi pojmenovaném „Podezření nula“. 
Pohřešovaných osob (zejména dětí) přibývá. Mackelwey začíná mít opět vidiny, kterými trpěl i v minulosti. Cítí, že je velmi blízko rozřešení záhady. Projde si znovu kresby a jde za Speckovou vdovou, jestli si nevzpomene na něco neobvyklého ohledně jejího zavražděného manžela. Specková nemá mnoho času a odchází pryč, agent Mackalwey opět překračuje své pravomoci a vloupá se do jejího domu. Všimne si toho sousedka a zavolá policii. Policisté jej zadrží krátce poté, co Mackelwey objeví na půdě kufr s pozůstatky těl. Harold Speck byl sériový vrah a své oběti zde ukrýval. Celkem zavraždil 21 převážně mladistvých osob. Toto odhalení vede FBI k prověření Barnarda Fulchera nalezeného v kufru vozu před motorestem. Vyjde najevo, že i on byl masovým vrahem, v blízkosti jeho bydliště se najdou těla 9 pohřešovaných chlapců.
Mackelwey si je nyní jist, že Benjamin O'Ryan z nějakého důvodu odhaluje a zabíjí sériové vrahy. Navíc mu O'Ryan zanechá vzkaz, že jej může najít u sebe doma. Mackelwey neváhá a jede v noci do ústavu, kde ve sklepním pokoji běží promítačka. Agent se tak dozví, že O'Ryan byl členem tajného armádního projektu Ikarus, v němž vnímavější jedinci rozvíjeli telepatické schopnosti pro funkci tzv. dálkového pozorovatele. Takový člověk se dokázal soustředit na určenou osobu a v mysli viděl, co právě dotyčný dělá. Byl schopen to poměrně detailně nakreslit na papír. Benjamin O'Ryan byl z kursu vyřazen pro svou obsesi teorií „Podezření nula“. Mackelwey se svěří se svým poznatkem svému nadřízenému agentovi Richi Charletonovi a Fran, ti mu však nevěří. Je pro ně neuchopitelná představa, aby jediná osoba měla na svědomí stovky unesených obětí po celém území USA.
O'Ryan zatím sleduje svůj hlavní cíl: „Podezření nula“. Je to muž, jenž v kamionu projíždí napříč Spojenými státy a unáší nezletilé, které vraždí na svém ranči. Vidí jeho poslední zločin a zakresluje si místo, kam vrah chlapce odváží. Shodou okolností mine na dálnici Mackelwey kamion s mrazákem. V kabině vidí chlapce. Uvědomí si, že spáleniny mohou být omrzliny a kontaktuje Fran Kulokovou. Ta mu potvrdí, že se skutečně jedná o omrzliny a agent se pouští do pronásledování kamionu. Ten zajede na nedaleký festival a řidič s chlapcem se Mackelweymu na chvíli ztratí. Vzápětí vidí, jak se muž s hochem vítá s manželkou, není to tedy hledaný vrah. Na festivalu však na Mackelweyho čeká Benjamin O'Ryan, který jej zajme.
Hraje na něj roli sériového vraha, ale agent se nedá zmást. O'Ryan jej nakonec bere na farmu vraha „Podezření nula“, kterou v mysli vypozoroval. Jsou zde navršeny hroby pro desítky těl a uvnitř budovy se nachází mučící nástroje a kovové palandy s pouty. „Podezření nula“ se vrací černým kamionem s uneseným chlapcem, když zaregistruje dvojici mužů na svém pozemku. Nezastavuje a ujíždí pryč. Během honičky kamion i automobil Mackelweyho havaruje. Vrah se z kamionu vyprostí a utíká, agent jej stíhá. Přijíždí Fran Kuloková, její bývalý muž na ni křikne, ať otevře mrazák, je v něm unesené dítě. Podaří se mu muže dostihnout a v souboji jej usmrtí, balvanem mu rozdrtí lebku. Na místě se objeví Benjamin O'Ryan a žádá detektiva, aby jej zastřelil. Nemůže už dál snášet hrůzné výjevy, které během pozorování sériových vrahů vidí. Kruté násilí, mučení, utrpení bezbranných obětí. Agent to odmítne udělat a O'Ryan na něj fingovaně zaútočí. Je zastřelen Fran, která vše sledovala zpovzdálí. 

## Citáty
„Podezření nula. Je to něco, v co věřil O'Ryan. Přísahal, že takoví vrazi existují, jen je nevidíme, protože se nepodřizují obecným zákonům...“ (prof. Dates vysvětluje agentu Mackelweyovi O'Ryanovu teorii)